# ShinMaywa US-2
Die ShinMaywa US-2 ist ein amphibisches SAR-Flugzeug des japanischen Flugzeugherstellers ShinMaywa Industries (Shin-Meiwa Kōgyō, 新明和工業). Bei den japanischen Maritimen Selbstverteidigungsstreitkräften hat sie die seit 1971 im Einsatz stehenden Shin Meiwa PS-1 bzw. die modernisierte Version US-1A in der SAR-Rolle ersetzt.

## Entwicklung
Die anfangs als US-1A Kai (US-1A 改, kai = „modifiziert“, sinngemäß: „verbessert“) entwickelte US-2 wurde wie ihre Vorgängerin US-1A speziell auf die Bedürfnisse der Meeresselbstverteidigungsstreitkräfte hin entwickelt. Sie ist eine direkte Weiterentwicklung der US-1A. Der erste Prototyp nahm die Flugerprobung am 18. Dezember 2003 auf, der zweite Prototyp folgte Mitte 2004.
Die Serienproduktion der US-2 begann 2007, wobei die Produktionslinie von ShinMaywa zwei Maschinen gleichzeitig produzieren kann.
Von den acht an die japanischen Selbstverteidigungsstreitkräfte gelieferten US-2 waren im August 2024 noch sechs Maschinen bei der 71 Kokutai in Iwakuni im Dienst. Nachdem nach einem Unfall am 28. April 2015, bereits eine US-2 abgeschrieben werden musste, erfolgte die erste Außerdienststellung am 31. Juli 2024.
ShinMaywa versuchte eine zivile Version der US-2 als Feuerlösch- oder Passagierflugzeug zu vermarkten. Die Löschversion hätte eine Wasserkapazität von 12.000 l gehabt. Eine Realisierung erfolgte nicht, da zivile Kunden sich eher für wirtschaftlichere Flugzeuge wie die Canadair CL-415 entschieden.

## Konstruktion
Die Konstruktion der US-2 baut weitgehend auf dem Vorgängermuster PS-1 bzw. US-1A auf. Obwohl sich beide Muster äußerlich fast gleichen, sind die wesentlichen Teile der Flugzeugzelle bei der US-2 völlige Neukonstruktionen. Die Flügel und Teile des nun druckbelüfteten Rumpfes bestehen aus Verbundwerkstoffen. Die daraus resultierende Gewichtsersparnis führt zu einer um die Hälfte reduzierten Startstrecke. Neue sparsame Triebwerke AE2100 von Rolls-Royce/Allison mit je 3425 kW Leistung mit Sechsblattpropellern aus Verbundwerkstoffen anstatt Dreiblattpropellern, eine neue Zusatzturbine CTS-800-4K mit 1015 kW Leistung von Rolls-Royce/Honeywell zur Grenzschichtbeeinflussung und ein Suchradar Ocean Master 100 von Thales sowie ein FLIR werden eingebaut. Sämtliche Avionik-Teilsysteme und das Cockpit sind ebenfalls neu. Die US-2 verfügt über eine vielseitige Auslegung der Zelle, so dass sie in ein Amphibienflugzeug zur Brandbekämpfung, ein Passagiertransportflugzeug oder ein Mehrzweck-Amphibienflugzeug umgewandelt werden kann. Die Flügel und der Rumpf sind aus Verbundwerkstoffen gefertigt. Sie verfügt über eine Druckkabine für Flüge in großer Höhe. Die STOL-Technologie, die auf der Grenzschichtkontrolle (Boundary Layer Control, BLC) basiert, ermöglicht den Betrieb bei sehr niedriger Geschwindigkeit.
Die US-2 ist noch mit 50 Knoten (90 km/h) flugfähig, da ein Strömungsabriss durch das Anblasen aller Flugkontrollflächen aktiv verhindert wird. Für ein fast 50 Tonnen schweres Flugboot ist dies ein ungewöhnlich niedriger Wert.

## Technische Daten
| Kenngröße             | Daten der ShinMaywa US-2                                    |
| --------------------- | ----------------------------------------------------------- |
| Länge                 | 33,3 m                                                      |
| Spannweite            | 33,2 m                                                      |
| Höhe                  | 9,80 m                                                      |
| Flügelfläche          | 135,82 m²                                                   |
| Flügelstreckung       | 8,1                                                         |
| Rüstmasse             | 25.630 kg                                                   |
| Zuladung              | zwei Piloten und 20 Passagiere oder 12 Tragen               |
| max. Startmasse       | 47.700 kg (Land) 43.000 kg (Wasser)                         |
| Antrieb               | vier Propellerturbinen Rolls-Royce AE 2100J von je 3.423 kW |
| Höchstgeschwindigkeit | >560 km/h                                                   |
| Reisegeschwindigkeit  | 480 km/h                                                    |
| Dienstgipfelhöhe      | >6.000 m                                                    |
| Reichweite            | 4.500 km                                                    |
| Startstrecke Land     | 490 m bei 47,7 t                                            |
| Landestrecke Land     | 1500 m bei 47,7 t                                           |
| Startstrecke Wasser   | 280 m bei 43 t                                              |
| Landestrecke Wasser   | 330 m bei 43 t                                              |

## Nutzer
Japan
Die Maritimen Selbstverteidigungsstreitkräfte planen insgesamt 14 US-2 zu beschaffen. Die erste Serienmaschine flog am 15. Dezember 2008 zum ersten Mal und konnte im Februar 2009 in die 71. Staffel in Iwakuni übernommen werden. Insgesamt sind bisher sieben Serienmaschinen fest bestellt (Stand: Juli 2010). Sie werden die US-1A vollständig ersetzen.

### Kaufverhandlungen
Indien
Erster Exportkunde hätte die Indische Marine werden können, die 12 US-2i beschaffen wollte, es wäre Japans erster Export von Rüstungsgütern nach 1945 gewesen, doch konnte man sich nicht über den Preis einigen.
Auch Griechenland, Thailand und Indonesien hatte Interesse bekundet.

## Vergleichbare Typen
- Avic AG600
- Berijew Be-12
- Berijew Be-200
- Canadair CL-215
- Canadair CL-415
- Harbin SH-5
- Shin Meiwa PS-1

## Fußnote
1. ↑  
kai (japanisch 改) bezieht sich sinngemäß auf kairyō gata (改良型 verbessertes Modell (Version)).